# A Fargo epizódjainak listája
Ezen az oldalon a Fargo című televíziós sorozat epizódlistája látható.

## Évados áttekintés
| Évad | Évad | Részek száma | Részek száma | Eredeti sugárzás     | Eredeti sugárzás   | Eredeti adó       | Magyar sugárzás    | Magyar sugárzás  | Magyar adó |
| Évad | Évad | Részek száma | Részek száma | Évadbemutató         | Évadzáró           | Eredeti adó       | Évadbemutató       | Évadzáró         | Magyar adó |
| ---- | ---- | ------------ | ------------ | -------------------- | ------------------ | ----------------- | ------------------ | ---------------- | ---------- |
|      | 1.   | 10           | 10           | 2014. április 15.    | 2014. június 17.   |                   | 2015. január 28.   | 2015. április 1. |            |
|      | 2.   | 10           | 10           | 2015. október 12.    | 2015. december 14. | 2016. február 8.  | 2016. április 11.  |                  |            |
|      | 3.   | 10           | 10           | 2017. április 19.    | 2017. június 21.   | 2017. október 16. | 2017. december 18. |                  |            |
|      | 4.   | 11           | 11           | 2020. szeptember 27. | 2020. november 29. | 2021. január 4.   | 2021. március 15.  |                  |            |
|      | 5.   | 10           | 10           | 2023. november 21.   | 2024. január 16.   | 2024. február 26. | 2024. április 29.  |                  |            |

## 1. évad (2014)
| Sor. | Év. | Cím                                                     | Rendező         | Író         | Premier                             | Nézettség   |
| --- | --- | ------------------------------------------------------- | --------------- | ----------- | ----------------------------------- | ----------- |
| 1. | 1.  | Krokodil dilemma (The Crocodile's Dilemma)              | Adam Bernstein  | Noah Hawley | 2014. április 15. 2015. január 28.  | 2,65 millió |
| 2006 januárjában Lorne Malvo elüt egy szarvast az autójával a minnesotai Bemidji határában. Egy majdnem pucér ember ugrik ki a csomagtartójából és elkezd szaladni a közeli erdő felé. Eközben a városban Lester Nygaard, aki biztosítási ügynökként dolgozik és az élete kész katasztrófa, összefut Sam Hess-el, gyerekkori zaklatójával, aki sokkal sikeresebb nála, és addig hergeli, amíg el nem töri a saját orrát. A kórházban találkozik Lester és Malvo, ahol beszédbe elegyednek. Szóba kerül Hess, Malvo pedig felajánlja, hogy megölheti őt neki, amire Lester nem mond sem igent, sem nemet. Malvo meg is öli Hesst, hiszen Lester nem mondta, hogy nem teheti. Eközben Vern Thurmen és Molly Salverson a rendőrség részéről elkezdenek nyomozni. Megtalálják a félmeztelen férfi holttestét, majd tudomást szereznek Hess megöléséről, és arról, hogy Lester és Lorne Malvo beszélgettek erről. Thurman ki akarja hallgatni Lestert, ezért a lakására megy, nem tudván, hogy a férfi véletlenül megölte az őt abuzáló feleségét. Lester Malvót hívja segítségül, aki lelövi Thurmant, majd lelép. Lester megjátssza, hogy leütötték, hogy ártatlannak tűnjön. Nem messze egy másik városban Gus Grimly járőr megállítja a gyorshajtó Malvót, aki gyakorlatilag megfenyegeti, hogy engedje el, mert csak így maradhat életben. Grimly elengedi és úgy dönt, nem jelenti az esetet. |     |                                                         |                 |             |                                     |             |
| 2. | 2.  | Csobbanás (The Rooster Prince)                          | Adam Bernstein  | Noah Hawley | 2014. április 22. 2015. február 4.  | 2,04 millió |
| Mr. Numbers és Mr. Wrench Bemidjibe érkeznek, hogy megtalálják Hess gyilkosát. Max Gold, Hess ügyvédje egy sztriptízbárba irányítja őket, Malvo személyleírását megadva. Miután tévedésből rossz embert rabolnak el, az ártatlan férfit egy tó lékjébe dobják. Eközben Bill Oswalt lesz a rangidős rendőr, aki Molly Solverson gyanúit minduntalan figyelmen kívül hagyja. Molly szerint Lester a felelős Hess, Thurman, és a felesége haláláért, míg Oswalt szerint egy magányos gyilkos az. Duluthban Stavros Milos, a helyi "szupermarketkirály" felbéreli Malvót, hogy megtudja, ki zsarolja őt. A bemidji gyilkosságok híre elér Duluthba is, Grimly pedig rájön, hogy az elkövető az a férfi volt, akit futni hagyott. |     |                                                         |                 |             |                                     |             |
| 3. | 3.  | Ingoványos terep (A Muddy Road)                         | Randall Einhorn | Noah Hawley | 2014. április 29. 2015. február 11. | 1,87 millió |
| Solverson rájön, hogy az erdőben talált megfagyott holttest St. Cloud-ból származik, ahonnét elrabolták, valószínűleg szerencsejáték-adósságok miatt. Az elkövető arcáról egy kamerakép is rendelkezésre áll. Lester felkeresi a biztosítási ügyével kapcsolatban Sam Hess özvegyét, miközben Mr. Numbers és Mr. Wrench a ház előtt várnak. Később elmennek megzsarolni Lestert információért, de elállnak, amikor megérkezik Solverson. Hagyja, hogy Lester megnézze a nála lévő képet, és ebből rájön, hogy felismerte Malvót. Eközben Malvo azt mondja Mrs. Milos személyi edzőjének, hogy tudja, hogy ő a zsaroló. De ahelyett, hogy felfedné Milosnak ezt, inkább úgy dönt, a zsaroló helyére lép. Ehhez kihasználja Milos rendkívüli vallásosságát. Megöli a kutyáját, hallucinogén anyagra cseréli a gyógyszereit, és disznóvérre cseréli a vizet a zuhanyban. Közben Grimly végre bevallja feletteseinek az ügyet, majd Bemidjibe megy, hogy beszámoljon az általa tapasztaltakról Solversonnak. |     |                                                         |                 |             |                                     |             |
| 4. | 4.  | Isten él (Eating the Blame)                             | Randall Einhorn | Noah Hawley | 2014. május 6. 2015. február 18.    | 1,7 millió  |
| Visszaemlékezésben láthatjuk, ahogy 1987-ben a Milos család autójából elfogy a benzin útközben a legkeményebb télben. Stavros Istenhez imádkozik segítségért, majd nem sokkal később talál a hóban egy táskát, tele pénzzel (mely az eredeti Fargo film cselekményének középpontjában állt). A jelenben Chumph vízvezetékszerelőnek álcázza magát és azt mondja, a vízvezetékkel minden rendben, de mintegy mellékesen megemlíti, hogy az egész egy bibliai csapásra hasonlít. Grimly kiszúrja Malvót közel Stavros házához és letartóztatja. Felhívja Solversont, hogy azonnal jöjjön Duluthba, de Oswalt letiltja az ügyről és ő megy helyette. Malvo hamis személyazonossággal Frank Petersonnak, lutheránus tiszteletesnek adja ki magát Baudette-ből, szilárd alibivel. Elengedik, de Grimly még előtte a nevén szólítja, hogy tudja, tudja, ki ő. Később Malvo és Chumph egy csomó tücsköt engednek szabadon Stavros szupermarketében, hogy erősítsék a bibliai átok mítoszát. Eközben Mr. Numbers és Mr. Wrench foglyul ejtik Lestert, akinek sikerül megszöknie. Menekülés közben szándékosan leüt egy rendőrt, hogy letartóztassák és biztonságba kerüljön. Csakhogy üldözői szándékosan kiprovokálnak egy kocsmai verekedést, hogy ők is ugyanabba a cellába kerüljenek... |     |                                                         |                 |             |                                     |             |
| 5. | 5.  | Farkasok fia (The Six Ungraspables)                     | Colin Bucksey   | Noah Hawley | 2014. május 13. 2015. február 25.   | 1,6 millió  |
| A börtöncellában Mr. Wrench és Mr. Numbers kicsikarják Lesterből Malvo nevét. Nem sokkal ezután Lester kórházba kerül, ugyanis elfertőződött a sebe, amit még Thurman ejtett rajta a sörétes puskával. Rejtegeti a sebet, mert tudja, hogy az bizonyíték lenne ellene a rendőrgyilkosság kapcsán. Solverson meggyőzi Oswalt-ot, hogy a legutóbbi események kapcsolódnak egymáshoz. Stavros egyre közelebb áll ahhoz, hogy fizessen a zsarolónak, ezért Malvo bezárja Chumph-ot, nehogy tönkretegye a terveit. Miközben Malvo hazaviszi Stavrost, észreveszi, hogy Grimly a nyomában jár, ezért elhatározza, hogy követi őt hazáig. Csak az egyik szomszéd közbenjárása hatására távozik. |     |                                                         |                 |             |                                     |             |
| 6. | 6.  | Török öröm (Buridan's Ass)                              | Colin Bucksey   | Noah Hawley | 2014. május 20. 2015. március 4.    | 1,8 millió  |
| Malvo megszerzi Stavrostól a zsarolásért követelt pénzt és egy füst alatt Chumph-tól is megszabadul: fegyvert kötöz a kezére, ami véletlenszerűen lövöldöz, ezért a rendőrségnek le kell lőnie őt. Duluthban Solverson és Grimly az események láncolatát rakják össze, majd nem sokkal később megtalálják Mr. Numbers és Mr. Wrench autóját, amivel Malvót akarták csapdába csalni. A hóviharban rajtaütés történik, Malvo megöli Mr. Numberst, miután megtudja tőle, hogy ki küldte. A viharban Grimly véletlenül megsebesíti Solversont. Stavros visszatér oda, ahol a pénzt találta húsz évvel korábban és elássa pontosan ugyanoda a hóba a zsarolási pénzt. Úgy hiszi, ezzel elnyerte Isten bocsánatát, de mikor visszamegy az autóhoz, azt látja, hogy a fiát megölték. Eközben Bemidjiben Lester a testvére fegyverszekrényébe helyezi el a gyilkos fegyvert és egyéb bizonyítékokat, valamint az unokaöccse táskájába egy töltetlen pisztolyt. |     |                                                         |                 |             |                                     |             |
| 7. | 7.  | A jéghegy csúcsa (Who Shaves the Barber?)               | Scott Winant    | Noah Hawley | 2014. május 27. 2015. március 11.   | 1,52 millió |
| Grimly önmagát hibáztatja, amiért megsebesítette Solversont. A rendőrség átkutatja Lester bátyjának lakását, Lester pedig olyan tartalmú vallomást tesz, mely szerint ő ölte meg a feleségét és ő sebesítette meg őt a sörétes puskával. Solverson megpróbálja kihallgatni Mr. Wrench-et, aki süket, és mikor megtudja, hogy Mr. Numbers halott, megtagadja a közreműködést. Malvo elutazik Fargóba, ahol kijátszva a rendőrséget végez 22 emberrel, csak azért, mert azok bérgyilkosokat küldtek rá. Lester elcsábítja Hess özvegyét, hogy fondorlatosan megszerezze a vagyonát. |     |                                                         |                 |             |                                     |             |
| 8. | 8.  | Whiskey és vérnarancs (The Heap)                        | Scott Winant    | Noah Hawley | 2014. június 3. 2015. március 18.   | 1,86 millió |
| Lester álságos módon vigasztalja sógornőjét, majd meggazdagodva Hess vagyonából, elhatározza, hogy új életet kezd. Amikor Hess özvegye botrányt akar csinálni, mert megkopasztotta őket, Lester határozott fellépéssel zavarja el őket, ami imponál munkatársnőjének, Linda Parknak. Solverson újra akarja indítani a nyomozást Lester ügyében, de falakba ütközik. Malvo behatol a kórházba és szabadon engedi Mr. Wrench-et. Fargóban lefokozzák a két FBI-ügynököt aktatologatóvá, amiért nem tudták megakadályozni a mészárlást. Egy évvel később Grimly mint postás dolgozik Bemidjiben, és összeházasodott Molly Solversonnal, akivel első gyermeküket várják. Las Vegasban Lester újdonsült nejével, Lindával vesz épp át egy díjat. Balszerencséjére a hotel bárjában észreveszi Lorne Malvót, aki addigra új személyazonosságot szerzett magának. |     |                                                         |                 |             |                                     |             |
| 9. | 9.  | Róka, nyúl és káposzta (A Fox, a Rabbit, and a Cabbage) | Matt Shakman    | Noah Hawley | 2014. június 10. 2015. március 25.  | 1,9 millió  |
| Lester hatalmasat hibázik, amikor mások előtt kezdi el bizonygatni, hogy Malvo márpedig ismeri őt. Malvo kénytelen megölni egy munkatársát, valamint a saját és annak feleségét, nehogy lelepleződjön. Elmondja, hogy fél éve fogorvosnak álcázta magát, hogy a kolléga testvérét megölhesse, aki tanúvédelmi programban van. Lester leüti Malvót és feleségével fejvesztve menekül Las Vegasból. A vegasi rendőrség a kamerafelvételek alapján értesíti a bemidji rendőrséget, hogy Lester szemtanú volt. Solverson kihallgatja, de Lester azt állítja, nem látott semmit. Fargóban a két FBI-ügynök fülest kap Solversontól, ezért ők is a városba utaznak nyomozni. Grimly észreveszi, hogy Malvo felbukkant a városban, aki Lou Solverson kávézójában érdeklődött Lester lakcíme iránt. A gyanakvó Lou csak kevés információt oszt meg vele. Lester azt tervezi, hogy Acapulcóba utazik a rá vadászó Malvo elől, de az útleveleik az irodájában maradnak. Lester a saját feleségét küldi be az irodába, ahol a sötétben várakozó Malvo végez az asszonnyal. |     |                                                         |                 |             |                                     |             |
| 10. | 10. | Vékony jég (Morton's Fork)                              | Matt Shakman    | Noah Hawley | 2014. június 17. 2015. április 1.   | 1,98 millió |
| A gyilkosságot követően Lester bombabiztos alibit igyekszik gyártani magának, így hiába hallgatják ki, később elengedik. Grimly megtudja, hogy tényleg Malvót látta és ettől megijed. Malvo Lesterre vadászik, aki a két FBI-ügynök figyelmeztetése ellenére sem hajlandó elismerni semmit vagy elmenekülni. Malvo megöli a két ügynököt, majd Lester után ered, aki sikeresen elmenekül előle. A megsebesült Malvóval végül Grimly végez. Grimly bemutatja Solversonnak Malvo táskáját, ami tele van Lester ellen szóló bizonyítékokkal. Két héttel később Montanában találnak rá a rendőrök, és itt éri utol a vég: beszakad alatta a tónak a jege és elsüllyed. |     |                                                         |                 |             |                                     |             |

## 2. évad (2015)
| Sor. | Év. | Cím                                                     | Rendező                           | Író                                    | Premier                              | Nézettség   |
| --- | --- | ------------------------------------------------------- | --------------------------------- | -------------------------------------- | ------------------------------------ | ----------- |
| 11. | 1.  | Jób türelme (Waiting for Dutch)                         | Michael Uppendahl Randall Einhorn | Noah Hawley                            | 2015. október 12. 2016. február 8.   | 1,59 millió |
| 1979 márciusában a Gerhardt család a leghatalmasabb bűnbanda az észak-dakorai Fargóban. Hatalmukat két egymást követő esemény töri meg. Otto, a család feje stroke-ot kap és magatehetelenné válik, a család pedig vezető nélkül marad. Két fia, Dodd és Bear vetélkednek az elsőségért. Egyik este egy Luverne közelében lévő Waffle Hut étteremben a harmadik fiú, Rye próbálja megvesztegetni Mundt bírónőt egy üzleti partnere érdekében. A kockázat miatt megöli a bírónőt, majd tűzpárbajba keveredik. Győztesen, de sérülten kászálódik ki az étteremből, majd odakint váratlanul meglát valamit, ami olyan, mint egy repülő csészealj. Míg nem oda figyel, a városka szépségszalonjának tulajdonosa, Peggy Blumquist elgázolja őt. Mivel azt hiszi, hogy halott, beteszi a kocsijába, és hazaviszi. Otthon a férje, Ed, a hentes, felfedezi, hogy mégis él, de kénytelen megölni. Peggy meggyőzi a férjét, hogy tartsák az egészet titokban, a holttestet pedig egy fagyasztóládába rejtik. Lou Solverson rendőr és az apósa, Hank Larsson elkezdenek nyomozni az éttermi lövöldözés ügyében. Lou figyelmét eközben eltereli felesége, Betsy rákbetegsége. Ez idő alatt a Kansas City bűnbandák megneszelik a fargóiak meggyengülését, és elhatározzák, hogy benyomulnak a városba. |     |                                                         |                                   |                                        |                                      |             |
| 12. | 2.  | Piros alma (Before the Law)                             | Noah Hawley                       | Noah Hawley                            | 2015. október 19. 2016. február 15.  | 960 ezer    |
| Joe Bulo, Mike Milligan, és két emberük a Kansas City bandától meglátogatja Gerhardtékat. Bulo felajánlja Floydnak, Otto nejének, hogy átveszik az érdekeltségeiket, de dolgozhatnak nekik. Floyd úgy határoz, ezt megbeszéli a családdal, és azt tervezi, hogy egyelőre ő viszi a család ügyeit, de majd Dodd-nak adja át. Ezután mind Gerhardték, mind Milliganék elkezdik keresni Rye-t. Luverne-ben Peggy újra elkezd dolgozni, Ed pedig úgy dönt, feldolgozza Rye holttestét a hentesüzletben, hogy így tüntesse el a nyomait. Miközben a családjával tart hazafelé, Lou megáll az éttermi lövöldözés helyszínénél, ahol Betsy megtalálja Rye fegyverét. Aznap este a hentesüzletbe látogatva Lou majdnem leleplezi a holttest eltüntetésén ügyködő Edet. |     |                                                         |                                   |                                        |                                      |             |
| 13. | 3.  | Kicsi, zöld és kedves (The Myth of Sisyphus)            | Michael Uppendahl                 | Bob DeLaurentis                        | 2015. október 26. 2016. február 22.  | 1,21 millió |
| Miután meglett a fegyvere, hajtóvadászat indul Rye-ért. Eközben Milligan, Dodd, és az indián származású Hanzee külön-külön keresik őt. A szépségszalonban járva Betsy meglátja Rye körözési plakátját és kikövetkezteti, hogy valószínűleg gázolásos baleset áldozata lehetett.Peggy pánikba esik, és megkéri Edet, hogy törjék meg jobban az autóját, hogy ne látszódjon rajta, hogy elgázoltak vele valakit. Lou Fargóba utazik, hogy találkozzon Ben Schmidt nyomozóval, majd ketten meglátogatják a Gerhardt családot. A feszültséget csak fokozza, hogy Lou később összefut Milliganékkel is.Simone, Dodd lánya Skipet, az írógépműszerészt gyanítja a gyilkosságokkal kapcsolatban, ezért Dodd elé viszi a férfit. Bár kiderül, hogy semmit nem tud, végül mégis forró aszfalt alá temetik el élve. Dodd ezután megmondja Hanzee-nek, hogy tegyen meg minden tőle telhetőt Rye előkerítése érdekében, és kezdje a nyomozást Luverne-ben. |     |                                                         |                                   |                                        |                                      |             |
| 14. | 4.  | Háború és macskajaj (Fear and Trembling)                | Michael Uppendahl                 | Steve Blackman                         | 2015. november 2. 2016. február 29.  | 1,28 millió |
| 15. | 5.  | Reagen-túra (The Gift of the Magi)                      | Jeffrey Reiner                    | Matt Wolpert & Ben Nedivi              | 2015. november 9. 2016. március 7.   | 1,13 millió |
| 16. | 6.  | Öld meg a Gruffacsórt! (Rhinoceros)                     | Jeffrey Reiner                    | Noah Hawley                            | 2015. november 16. 2016. március 14. | 1,15 millió |
| 17. | 7.  | Mindent, vagy semmit (Did You Do This? No, You Did It!) | Keith Gordon                      | Noah Hawley, Matt Wolpert & Ben Nedivi | 2015. november 23. 2016. március 21. | 1,24 millió |
| 18. | 8.  | Korcs és kígyónyelv (Loplop)                            | Keith Gordon                      | Bob DeLaurentis                        | 2015. november 30. 2016. március 28. | 1,32 millió |
| 19. | 9.  | Repülő csészealj (The Castle)                           | Adam Arkin                        | Noah Hawley & Steve Blackman           | 2015. december 7. 2016. április 4.   | 1,31 millió |
| 20. | 10. | Most vagy soha (Palindrome)                             | Adam Arkin                        | Noah Hawley                            | 2015. december 14. 2016. április 11. | 1,82 millió |

## 3. évad (2017)
| Sor. | Év. | Cím                                                               | Rendező           | Író                                    | Premier                             | Nézettség   |
| ---- | --- | ----------------------------------------------------------------- | ----------------- | -------------------------------------- | ----------------------------------- | ----------- |
| 21.  | 1.  | Az üres helyek törvénye (The Law of Vacant Places)                | Noah Hawley       | Noah Hawley                            | 2017. április 19. 2017. október 16. | 1,42 millió |
| 22.  | 2.  | A korlátozott választás éve (The Principle of Restricted Choice)  | Michael Uppendahl | Noah Hawley                            | 2017. április 26. 2017. október 23. | 1,06 millió |
| 23.  | 3.  | Az ellentmondás-mentesség törvénye (The Law of Non-Contradiction) | John Cameron      | Matt Wolpert & Ben Nedivi              | 2017. május 3. 2017. október 30.    | 1,17 millió |
| 24.  | 4.  | A hajszál híján problémája (The Narrow Escape Problem)            | Michael Uppendahl | Monica Beletsky                        | 2017. május 10. 2017. november 6.   | 1,05 millió |
| 25.  | 5.  | A különleges szándék háza (The House of Special Purpose)          | Dearbhla Walsh    | Bob DeLaurentis                        | 2017. május 17. 2017. november 13.  | 980 ezer    |
| 26.  | 6.  | Az irgalmatlanság ura (The Lord of No Mercy)                      | Dearbhla Walsh    | Noah Hawley                            | 2017. május 24. 2017. november 20.  | 1,04 millió |
| 27.  | 7.  | A tehetetlenség törvénye (The Law of Inevitability)               | Mike Barker       | Noah Hawley, Matt Wolpert & Ben Nedivi | 2017. május 31. 2017. november 27.  | 1,03 millió |
| 28.  | 8.  | Ki uralja a tagadás földjét? (Who Rules the Land of Denial?)      | Mike Barker       | Noah Hawley & Monica Beletsky          | 2017. június 7. 2017. december 4.   | 1,14 millió |
| 29.  | 9.  | Apória (Aporia)                                                   | Keith Gordon      | Noah Hawley & Bob DeLaurentis          | 2017. június 14. 2017. december 11. | 1,19 millió |
| 30.  | 10. | A korcsok hordája (Somebody to Love)                              | Keith Gordon      | Noah Hawley                            | 2017. június 21. 2017. december 18. | 1,22 millió |

## 4. évad (2020)
| Sor. | Év. | Cím                                                                     | Rendező           | Író                                                        | Premier                               | Nézettség   |
| ---- | --- | ----------------------------------------------------------------------- | ----------------- | ---------------------------------------------------------- | ------------------------------------- | ----------- |
| 31.  | 1.  | Üdvözöljük az alternatív gazdaságban (Welcome to the Alternate Economy) | Noah Hawley       | Noah Hawley                                                | 2020. szeptember 27. 2021. január 4.  | 1,22 millió |
| 32.  | 2.  | Az elragadás és gyilkolás földje (The Land of Taking and Killing)       | Noah Hawley       | Noah Hawley                                                | 2020. szeptember 27. 2021. január 11. | 0,79 millió |
| 33.  | 3.  | Raddoppiarlo (Raddoppiarlo)                                             | Dearbhla Walsh    | Noah Hawley                                                | 2020. október 4. 2021. január 18.     | 0,72 millió |
| 34.  | 4.  | A színlelt háború (The Pretend War)                                     | Dearbhla Walsh    | Noah Hawley és Stefani Robinson                            | 2020. október 11. 2021. január 25.    | 0,76 millió |
| 35.  | 5.  | A civilizáció szülőhelye (The Birthplace of Civilization)               | Dana Gonzales     | Noah Hawley és Francesca Sloane                            | 2020. október 18. 2021. február 1.    | 0,74 millió |
| 36.  | 6.  | Elegáns áttelepítés (Camp Elegance)                                     | Dana Gonzales     | Noah Hawley, Enzo Mileti, Scott Wilson és Francesca Sloane | 2020. október 25. 2021. február 8.    | 0,70 millió |
| 37.  | 7.  | Megállapodás (Lay Away)                                                 | Dana Gonzales     | Noah Hawley, Enzo Mileti és Scott Wilson                   | 2020. november 1. 2021. február 15.   | 0,65 millió |
| 38.  | 8.  | Nadir (The Nadir)                                                       | Sylvain White     | Noah Hawley, Enzo Mileti és Scott Wilson                   | 2020. november 8. 2021. február 22.   | 0,70 millió |
| 39.  | 9.  | Kelet/Nyugat (East/West)                                                | Michael Uppendahl | Noah Hawley és Lee Edward Colston II                       | 2020. november 15. 2021. március 1.   | 0,82 millió |
| 40.  | 10. | Happy (Happy)                                                           | Sylvain White     | Noah Hawley                                                | 2020. november 22. 2021. március 8.   | 0,81 millió |
| 41.  | 11. | Amerikai história (Storia Americana)                                    | Dana Gonzales     | Noah Hawley                                                | 2020. november 29. 2021. március 15.  | 0,85 millió |

## 5. évad (2023-2024)
| Sor. | Év. | Cím                                                                          | Rendező        | Író                            | Premier                              | Nézettség   |
| ---- | --- | ---------------------------------------------------------------------------- | -------------- | ------------------------------ | ------------------------------------ | ----------- |
| 42.  | 1.  | A közlegelők tragédiája (The Tragedy of the Commons)                         | Noah Hawley    | Noah Hawley                    | 2023. november 21. 2024. február 26. | 0,57 millió |
| 43.  | 2.  | Ügyek és bajok (Trials and Tribulations)                                     | Noah Hawley    | Noah Hawley                    | 2023. november 21. 2024. március 4.  | 0,31 millió |
| 44.  | 3.  | A közbülső tranzakciók paradoxona (The Paradox of Intermediate Transactions) | Donald Murphy  | Noah Hawley                    | 2023. november 28. 2024. március 11. | 0,49 millió |
| 45.  | 4.  | A hazug paradoxona (Insolubilia)                                             | Donald Murphy  | Noah Hawley                    | 2023. december 5. 2024. március 18.  | 0,42 millió |
| 46.  | 5.  | A tigris (The Tiger)                                                         | Dana Gonzales  | Noah Hawley                    | 2023. december 12. 2024. március 25. | 0,45 millió |
| 47.  | 6.  | Gyengéd csapda (The Tender Trap)                                             | Dana Gonzales  | Noah Hawley és Bob DeLaurentis | 2023. december 19. 2024. április 1.  | 0,46 millió |
| 48.  | 7.  | Linda (Linda)                                                                | Sylvain White  | Noah Hawley és April Shih      | 2023. december 26. 2024. április 8.  | 0,58 millió |
| 49.  | 8.  | Takaró (Blanket)                                                             | Sylvain White  | Noah Hawley és Thomas Bezucha  | 2024. január 2. 2024. április 15.    | 0,46 millió |
| 50.  | 9.  | A haszontalan kéz (The Useless Hand)                                         | Thomas Bezucha | Noah Hawley                    | 2024. január 9. 2024. április 22.    | 0,52 millió |
| 51.  | 10. | Palacsinta (Bisquik)                                                         | Thomas Bezucha | Noah Hawley                    | 2024. január 16. 2024. április 29.   | 0,60 millió |